# Huguette Dagenais
Huguette Dagenais (née à Montréal en 1943) est une anthropologue québécoise. Elle enseigne toute sa carrière à l'Université Laval, où elle a notamment contribué au développement de l'institutionnalisation des études féministes. 

## Biographie
Huguette Dagenais mène des études d'anthropologie à l'Université de Montréal, où elle obtient un baccalauréat et une maîtrise, et à l'École pratique des hautes études de Paris, où elle soutient sa thèse de doctorat en 1976. 
Elle participe à la fondation de la revue scientifique Études féministes en 1988 et elle en assure la direction jusqu'en 1997.
Elle cofonde en 1996, le Congrès international des recherches féministes dans la francophonie, lieu d'échanges entre le monde universitaire francophone et le terrain.
L'anthropologie féministe, et de manière plus générale la recherche féministe est née selon Huguette Dagenais « d’une prise de conscience, celle du caractère androcentrique de la science en général ». Dans des champs académiques où les hommes sont les plus nombreux, c'est le vécu des hommes qui est étudié et considéré comme la norme sociale, biologique, anthropologique ; le vécu des femmes est systématiquement négligé.

## Publications
- 1980 : Dagenais, Huguette, « Les femmes dans la ville et dans la sociologie urbaine : les multiples facettes d'une même oppression », dans Anthropologie et Sociétés, vol. 4, no 1, pp. 21-36.
- 1981 : Dagenais, Huguette, « Quand la sociologie devient action : l'impact du féminisme sur la pratique sociologique », dans Sociologie et Sociétés, vol. XIII, no 2, pp. 49-65.
- 1984 : Dagenais, Huguette, « Les femmes et le pouvoir dans le domaine de la santé », dans Les femmes et la santé, sous la direction de Colette Gendron, Gaëtan Morin éditeur, pp. 107-118.
- 1984 : Dagenais, Huguette, “L'apport méconnu des femmes à la vie économique et sociale aux Antilles : le cas de la Guadeloupe. Note de recherche”, dans Anthropologie et Sociétés, vol. 8, no 2, 1984, pp. 179-187. (Numéro intitulé : Parenté, pouvoir et richesse).